# John Joseph O’Connor (Bischof, 1855)
John Joseph O’Connor (* 11. Juni 1855 in Newark, New Jersey; † 20. Mai 1927) war ein US-amerikanischer römisch-katholischer Geistlicher und der vierte katholische Bischof von Newark.

## Leben
O’Connor studierte an der Katholischen Universität Löwen in Belgien. Nach seinem Studium und einem Trainingsseminar am American College of the Immaculate Conception in Löwen wurde er am 22. Dezember 1877 zum Priester im Bistum Newark geweiht.
Am 24. Mai 1901 ernannte Papst Leo XIII. O’Connor zum Bischof von Newark. Die Bischofsweihe spendete ihm der Erzbischof von New York, Michael Augustine Corrigan, am 25. Juli desselben Jahres. Mitkonsekratoren waren der Bischof von Brooklyn, Charles Edward McDonnell, und der Bischof von Trenton, James Augustine McFaul.